# Vescovana
Vescovana (Vescoana in veneto) è un comune italiano di 1 657 abitanti della provincia di Padova in Veneto.

## Origini del nome
Il toponimo deriva sicuramente da vescovo anche se l'aspetto semantico resta discusso. Di certo, come è stato ipotizzato da qualcuno, non vi è alcun collegamento con il cardinale Francesco Pisani (vescovo di Padova nel Cinquecento) che vi fece costruire una villa: la località è documentata come Veschevana sin dal XIII secolo.
Guido Beltrame ipotizza che Vescovana fosse compresa nella vasta corte Solesina che, inizialmente di proprietà imperiale, sarebbe stata donata almeno in parte al vescovo di Padova. Non si può d'altro canto escludere la derivazione da un soprannome personale o da un cognome.

## Storia

### Simboli
Lo stemma e il gonfalone sono stati concessi con decreto del presidente della Repubblica del 4 febbraio 1993.
La figura nello stemma ricorda la rocca con torri che venne distrutta da Ezzelino da Romano nel 1249.
Il gonfalone è un drappo troncato di azzurro e di bianco. La sua composizione riprende la disposizione dei colori nello stemma della famiglia Pisani (troncato d'azzurro e d'argento, al leone dell'uno all'altro).

## Monumenti e luoghi d'interesse

### Architetture religiose
- Chiesa parrocchiale di San Giovanni Battista (XVII secolo), sita in Via Roma.
- Oratorio della Beata vergine di Loreto (XVII secolo), posizionato sul fianco sinistro della Chiesa di San Giovanni Battista.
- Cappella funeraria di Villa Pisani, sita all'interno dell'area della villa su Via Roma, edificata nel 1860 su progetto dell'architetto padovano Pietro Selvatico.

### Architetture civili
- Villa Manfredini, Rosina, Zampollo.
- Villa Pisani, Nani Mocenigo, Bolognesi Scalabrin. Venne eretta per volontà del cardinale Francesco Pisani, che fu Vescovo di Padova dal 1524 al 1567, il quale scelse il territorio di Vescovana per fondare la sede amministrativa delle proprietà site nella bassa padovana acquisite dalla propria famiglia nel 1478. Oggi la villa ospita eventi di vario tipo.

## Società

### Evoluzione demografica
Abitanti censiti

## Amministrazione
Nel 1993 viene introdotta l'elezione diretta del sindaco da parte dei cittadini, secondo quanto riportato nella legge n. 81 del 25 marzo dello stesso anno. Di seguito vengono riportati i sindaci di Vescovana dal 1995 ad oggi.
| Sindaco        | Partito                                   | Periodo        | Elezione |
| -------------- | ----------------------------------------- | -------------- | -------- |
| Fabio Baccini  | Lista civica                              | 1995-1997      | 1995     |
| Luciano Muraro | Lista civica di centro-sinistra           | 1997-2002      | 1997     |
| Luciano Muraro | Lista civica                              | 2002-2007      | 2002     |
| Elena Muraro   | Lista civica                              | 2007-2012      | 2007     |
| Elena Muraro   | Lista civica "Torre Civica per Vescovana" | 2012-2017      | 2012     |
| Elena Muraro   | Lista civica "Torre Civica per Vescovana" | 2017-2022      | 2017     |
| Marzio Pattaro | Lista civica "Torre Civica per Vescovana" | 2022-in carica | 2022     |

## Galleria d'immagini

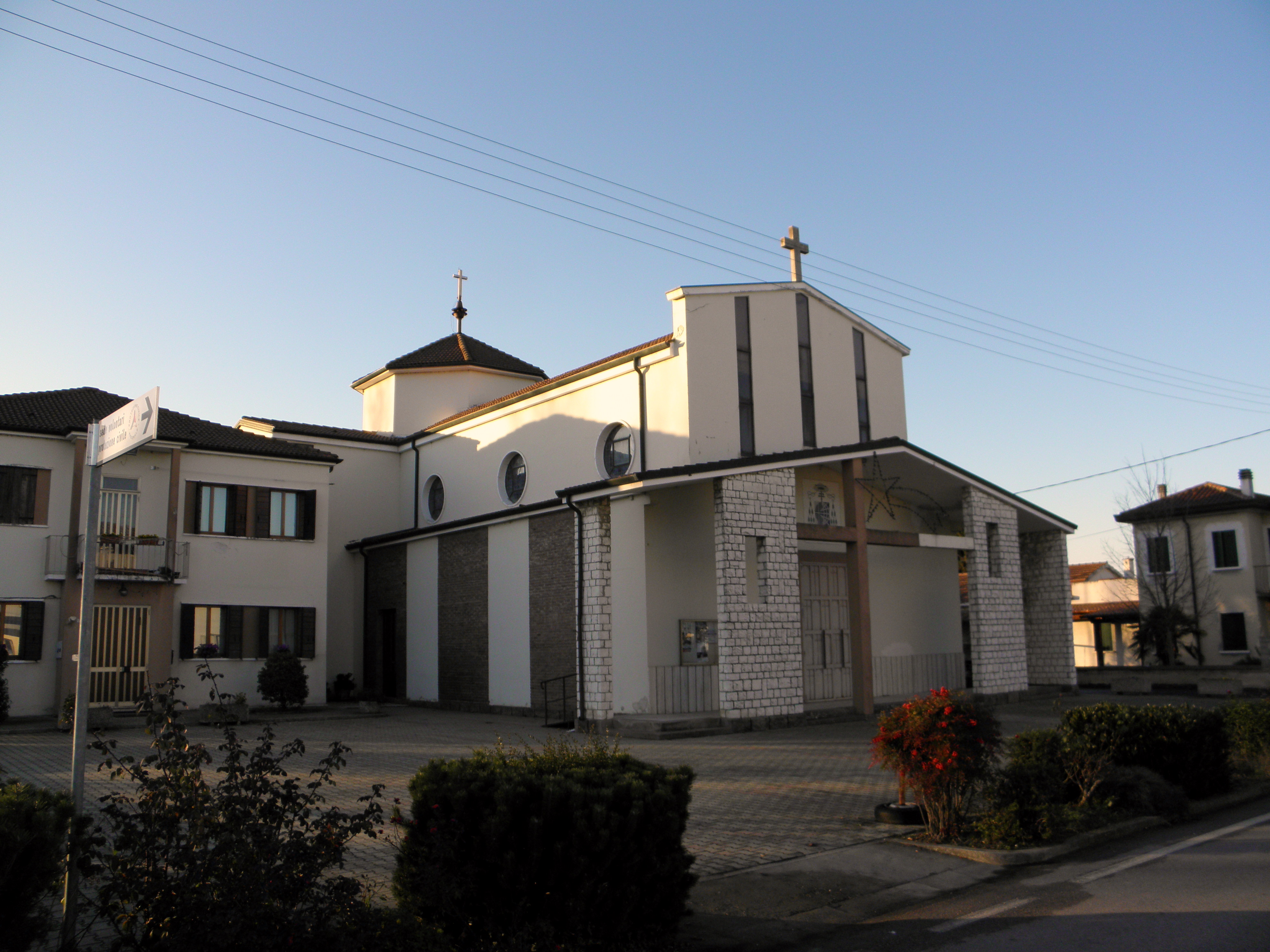
Chiesa parrocchiale di Santa Maria, nella frazione di Santa Maria d'Adige
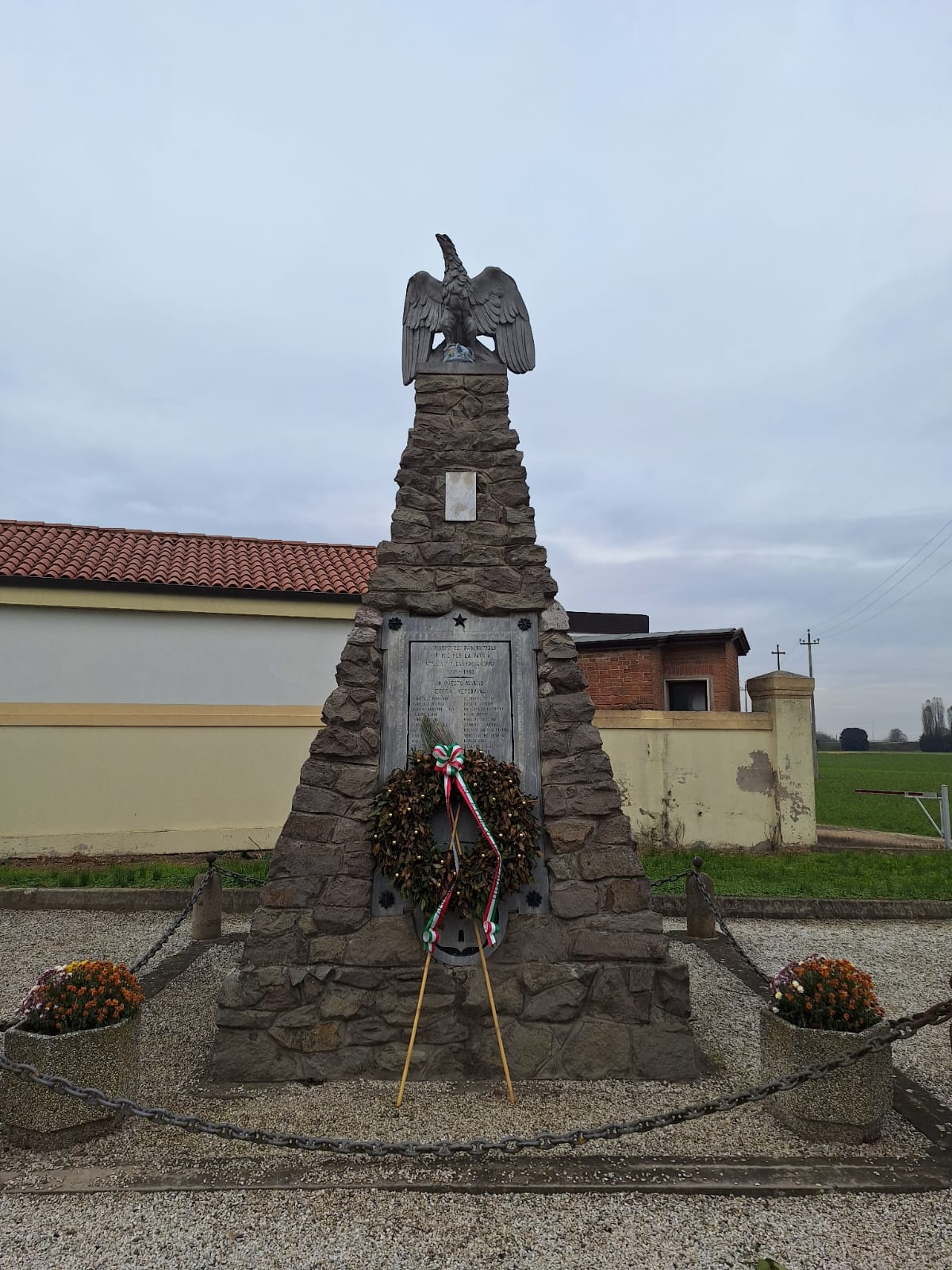
Monumento ai caduti
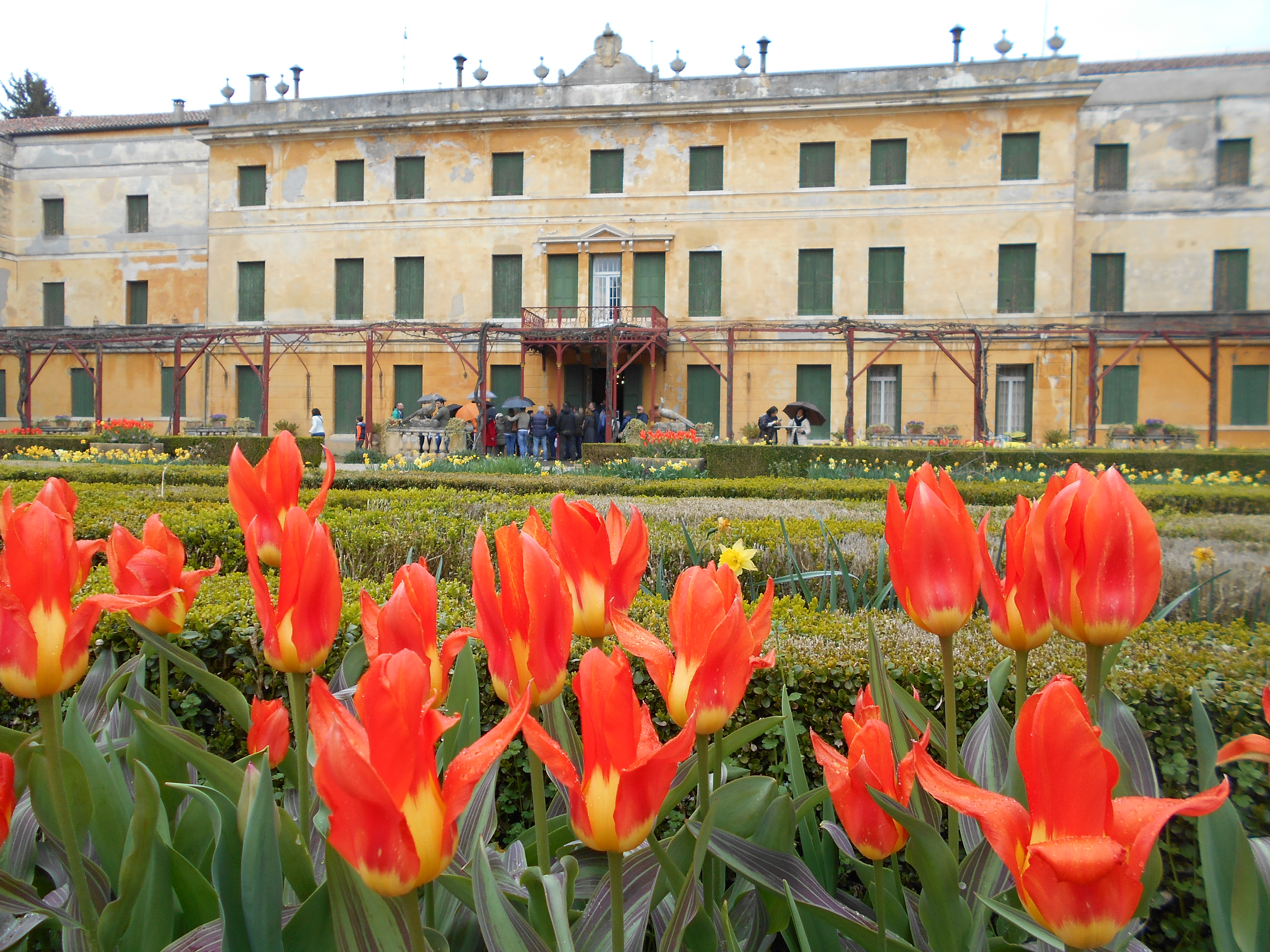
Villa Pisani
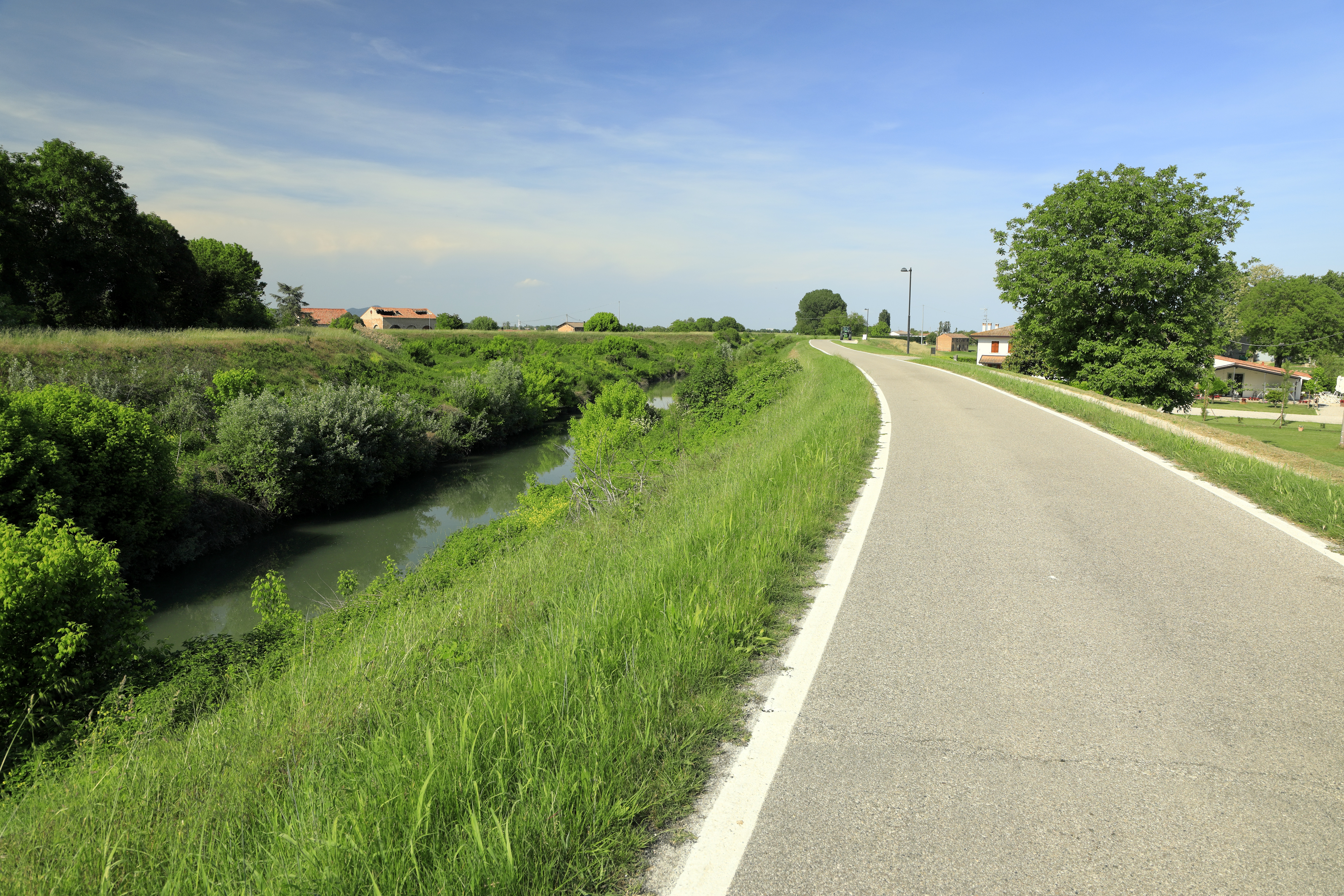
Vista delle campagne circostanti